# Háoxiá
Háoxiá, noto anche come Last Hurrah for Chivalry, è un film del 1979 scritto e diretto da John Woo. Di genere wuxia, è considerato un precursore degli heroic bloodshed del regista.

## Trama
Per vendicarsi dello sterminio della sua famiglia da parte del rivale Pak Chun-tong, il nobile Kao decide di rivolgersi a due abili spadaccini molto diversi tra loro.

## Distribuzione
È stato distribuito nelle sale cinematografiche di Hong Kong a partire dal 22 novembre 1979.

## Accoglienza
Il film ha ottenuto risultati solo modesti al botteghino, incassando poco più di un milione di dollari in patria. L'insuccesso dell'esperienza wuxiapian ha spinto il regista a tornare alla commedia fino al successo di A Better Tomorrow (1986).